# Marie-Christine Schröck
Marie-Christine Schröck (* 26. Mai 1972 in Wuppertal) ist eine deutsche Jazzmusikerin (Tenor- und Sopransaxophon, Klarinette, Komposition und Arrangement).

## Leben und Wirken
Schröck lernte zunächst Blockflöte und später Klarinette sowie Klavier. 1988 nahm sie an einem Jazzworkshop in der Sommerakademie Remscheid teil. Ab 1989 lernte sie Saxophonspiel bei Wolfgang Schmidtke. Von 1992 bis 1997 studierte sie Jazzsaxophon an der Hoogeschool voor de Kunsten Arnheim. Zwischen 1998 und 2007 lebte sie in Dortmund, um nun wieder ihre Basis in Wuppertal zu haben. 
Schröck ist in den Bereichen Improvisierte Musik und Jazz auch als Komponistin und Arrangeurin tätig. Mit ihrem Projekt Easy vs. Jazz, das aus der monatlichen Jazzreihe Jump Monk! im Dortmunder Jazzclub domicil hervorging, gewann sie 2006 einen Förderpreis des „Jazzwerk Ruhr“, um ein Album mit dem Projekt aufzunehmen. In der Ruhrgebiets-Ethnoband Pott Pack, die neben ihr Richard Ortmann und Guido Schlösser leiteten, wurden musikalische Elemente aus aller Welt mit Arbeits- und Alltagsgeräuschen des Ruhrgebiets verbunden.  Das Jazztrio Schröck mit Sven Vilhelmsson (Bass) und Martin Thissen (Schlagzeug) interpretierte ihre Kompositionen. Derzeit (2014) arbeitet sie im Trio mit Jörn Dodt (Kontrabass) und Sebastian Bauer (Schlagzeug). Zudem war sie Solistin und Satzspielerin im United Women’s Orchestra, mit dem sie mehrere Alben einspielte. Mit dem Jan Bierther Quartett ist sie auf dem Album Body and Soul (2012) zu hören. Weiterhin spielte sie mit Burb Tribe, den Connected Horns, im Guido Schlösser Trio und mit der Salsaband Jazminas (CD Corazon Cubano, 1999). Zudem ist sie als Instrumentallehrerin und Bandprojektleiterin an Schulen tätig.

## Lexikalische Einträge
- Jürgen Wölfer: Jazz in Deutschland. Das Lexikon. Alle Musiker und Plattenfirmen von 1920 bis heute. Hannibal, Höfen 2008, ISBN 978-3-85445-274-4.